# Scheune Am Kanal 12
Die Scheune Am Kanal 12 im Marschland in der niedersächsischen Gemeinde Hechthausen-Bornberg, Samtgemeinde Hemmoor, im Landkreis Cuxhaven, stammt vom 19. Jahrhundert.
Aktuell (2024) wird sie als Wohnhaus genutzt.
Das Gebäude steht unter Denkmalschutz (siehe auch Liste der Baudenkmale in Hechthausen).

## Geschichte und Beschreibung
Hechthausen wurde 1233 als Hekethusen zum ersten Mal erwähnt. Adelsfamilien besaßen hier mehrere Rittergüter. Das nördliche Geestdorf Bornberg wurde erstmals 1662 erwähnt und gehört seit 1972 zu Hechthausen.
Das eingeschossige freistehende Gebäude als im Kern erhaltener Gefügebau, mit reetgedecktem Satteldach und Krüppelwalm (Westgiebel) sowie Querdurchfahrt, wurde als Kornscheune um 1838 gebaut. Die Außenverbretterung wurde erneuert. Die ehemalige Hofstelle liegt weit abseits der Straße in der Ostemarsch. Sie wurde zu einem Wohnhaus umgebaut.
Das Landesdenkmalamt befand u. a.: „… Scheune in regionstypischer Bauweise …“